# 토륨 연료 사이클
토륨 연료 사이클( - 燃料 - , 영어: thorium fuel cycle)은 우라늄이 아니라 토륨을 핵분열 연료로 사용하는 원리를 말한다. 인도가 개발중인 AHWR이 대표적이다. 토륨은 우라늄보다 방사능 누출이 훨씬 적다.
토륨은 우라늄과 달리 자체적으로 핵분열을 일으키지 않아 연쇄반응이 나오지 않기 때문에, 원자로 스위치를 끌 경우 토륨은 핵분열을 자동으로 멈춘다. 따라서, 후쿠시마 원전 사고와 같이 냉각장치 고장으로 인한 사고가 발생하지 않는다.

## 역사
2017년 8월 25일, 과학 전문매체 뉴사이언티스트는 네델란드 연구팀이 '토륨 원전' 가동에 성공했다고 보도했다. 네델란드 핵연구소(NNI)가 EU의 핵연구자문그룹(NRG)의 도움을 얻어 용융염을 원료로 한 토륨 기반 원전의 가동에 성공했다. 뉴사이언티스트는 "네델란드 연구팀의 성공은 반세기 넘게 연구해 온 토륨 원전에 신기원을 열었다"고 평했다. 뉴사이언티스트의 보도는 세계 주요 언론을 통해 전해졌고, 세계 물리학자들은 크게 흥분했다. 언제 성공할지 모르는 상온 핵융합 발전을 기다리기 전에 '안전한 원전'을 만들어 낼 수 있게 된 것이다.

## 연료 순환
토륨 원전은 우라늄 원전과 같이 바로 우라늄 연료를 넣어서 사용하는 것이 아니다.
토륨은 인도가 세계 최고 매장량을 자랑하는 광물로 핵분열성 물질은 아니다. 하지만 고속증식로 등을 이용하여 우라늄-233으로 변환시키고, 이를 핵재처리하여 AHWR에서 이용할 계획을 세우고 있다.
자연에서 얻을 수 있는 토륨(Th232)은 원자력발전에 쓰는 우라늄(U235)과 달리 스스로 핵반응을 일으키지 못한다. 여기에 중성자를 하나 추가하면 토륨-233(Th233)으로 바뀌는데, 이를 한 달가량 놓아두면 일부 원소가 붕괴하면서 우라늄-233(U233)으로 바뀐다. U233을 이용하면 기존 핵연료와 큰 차이 없이 사용할 수 있다. 이렇게 중성자를 추가로 붙이고, 정제 작업을 거쳐 U233을 뽑아내는 과정이 모두 플루토늄이 나오는 핵재처리 공정과 순서나 작업 방식이 대동소이하다. 토륨 핵재처리 과정에서는, 핵무기로 쓰일 수 있는 플루토늄-239가 나오지 않는다.
물리학자들에 따르면 토륨 1톤으로 얻을 수 있는 발전량은 우라늄 200톤으로 얻을 수 있는 수준이라고 한다.

## 안전성
일본 후쿠시마 원전 사고 이후 토륨이 주목받은 것은 안전성 때문이다. 토륨은 원전이 정지하면 중성자를 공급받지 못해 바로 핵분열을 멈춘다. 냉각수가 떨어져도 토륨에서 나오는 열로 원자로가 녹아내릴 우려가 없다.
토륨 원전이 배출하는 고준위 방사성 폐기물은 기존 원전의 0.1% 수준이다. 방사성 폐기물 전체를 비교해도 기존 원전의 2% 내외다.
원광에서 분리된 토륨을 그대로 쓰면 되기 때문에 농축할 필요가 없다. 토륨 1톤이면 우라늄 200톤, 석탄 350만톤에 해당하는 에너지를 얻을 만큼 효율도 높다. 원전 운용비용이 우라늄의 최대 100분의1밖에 안 되는 이유다. 게다가 농축 과정이 필요 없어 플루토늄이 거의 나오지 않고 폐기물도 기존 원전의 30분의1 수준에 불과하다.
토륨은 기존 사용후핵연료보다 10~1만배 짧은 방사능 폐기물을 배출하며 100% 순수 사용가능한 동위원소로 농축이 필요하지 않다.

## 토륨 매장량
노벨물리학상 수상자인 카를로 루비아는 토륨 1톤이 우라늄 200톤, 석탄 350만톤에서 생산하는 전력과 같다고 말했다. 토륨은 납보다 흔한 금속이다. 매장량은 우라늄의 4배에 달한다. 따라서 전체 전력생산량은 우라늄 보다 800배 많을 수 있다. 이미 알려진 토륨원소 비축량은 최소 1만 년 동안 지구에 에너지를 제공할 수 있을 정도이다.
토륨은 전 세계적으로 골고루 분포되어 매장되어 있다. 호주 48만9천t(19%), 미국40만t(15%), 터키 34만 4000t(13%), 인도 31만 9000t(12%), 베네수엘라 30만t(12%), 브라질 30만t(12%), 노르웨이 13만 2000t(5%), 이집트 10만t(4%), 러시아 7만 5000t(3%), 그린란드 5만 4000t(2%) 정도 매장되어 있다고 알려져 있다.
인도의 희토류 부존 자원은 모나자이트(토륨과 우라늄 원소를 함유하고 있는 방사성 광물) 기준으로 1070만 톤에 달한다. 이 중 75%가 해변 사광에서 추출돼 암석에서 채취하는 희토류보다 채산성이 높다.
모나자이트는 방사성 원소인 토륨이 다량 함유돼 있어 방사능을 유출하며 태국, 말레이시아, 인도, 브라질, 오스트레일리아 등에서 대량으로 산출된다.

## 개발국가

### 인도
인도는 2012년 최초의 AHWR을 착공하여, 이 원전을 해외에 수출할 계획이다. 개량형 중수로라고 부르며, 토륨 연료를 사용해 전력의 2/3를 생산한다.
인도는 50여년 전 "인도 원자력 개발의 아버지"인 호미 바바 박사가 제창한 독자적 3단계 개발 계획을 추진중이다. 인도는 우라늄이 부족한 반면 토륨이 풍부하기 때문에 1단계 중수로, 2단계 고속로, 3단계 개량형중수로(AHWR)를 개발해 "토륨 사이클" 확립을 목표로 하고 있다.
인도가 토륨 원전을 개발하려는 이유는, 핵무기 보유국이면서도 핵무기비확산조약(NPT) 가입을 거부해, 핵공급그룹(NSG)이 핵기술과 핵물질의 수출을 30여년간 금지해왔기 때문이다. 인도에는 우라늄은 없으나, 세계최대 매장량의 토륨을 갖고 있다.

### 미국
미국은 자국내에 우라늄 매장량은 매우 적어서 대부분을 수입하고 있다. 그러나 토륨은 미국내에 매우 많은 것으로 알려져 있다. 미국 정치인들과 국립연구소들이 토륨 원전을 개발하려고 한다.
미국 오크리지국립연구소가 1964년부터 5년간 토륨 원자로를 시험 가동해 7.6㎿의 출력을 얻은 것을 시작으로 각국이 차세대 원전 개발 경쟁에 돌입했다.
빌 게이츠 빌 앤드 멀린다 게이츠 재단 이사장이 2010년 3500만 달러(약 390억 원)를 투자해 설립한 테라파워는 우라늄 대신 토륨을 원료로 하는 600MW 원자로 개발을 연구해온 것으로 알려졌다. 한때 핵연료 자리를 놓고 우라늄과 경쟁했던 토륨은 자체적으로 핵분열을 일으키지 않는다는 점에서 경제성이 떨어진다는 평가를 받았지만, 매장량이 천연 우라늄의 4배에 달하는 데다 핵폐기물 발생량도 적고 훨씬 안전한 것으로 알려져 있다.

### 중국
2020년 고비 사막의 토륨 원전을 가동할 계획이다. 용융염을 냉각재로 사용해 해안에 건설할 필요가 없다. 전기출력 12 MWe이다. 이를 확장해서 2030년 세계 최초의 상업용 토륨 원전을 가동할 계획이다.

### 대한민국
2017년 10월 12일, 국회 과학기술정보방송통신위원회 소속 변재일 의원(더불어민주당)은 과학기술정보통신부 국정감사장에서 원자력발전 연구 패러다임을 토륨원전으로 전환해야 한다고 주장했다. 그러나 반론도 만만치 않다.
2013년 4월 22일, 빌 게이츠 이사장이 방한했다. 한국원자력연구원은 2012년 8월부터 1년여간 게이츠 이사장이 설립한 테라파워 측과 기술 협력을 해왔다. 테라파워의 토륨 원전을 가동하려면 핵재처리를 해야 하는데, 한국이 개발중인 핵재처리 기술인 파이로프로세싱 기술이 토륨 원전 개발에도 필요하다고 한다. 테라파워의 TWR은 핵재처리로 만든 금속연료를 사용하는 원전이다. 그런데, 현재 전세계에서 금속연료를 사용하는 원자로를 개발중인 유일한 나라가 한국이다. 한국은 칼리머-600을 개발중이다. 테라파워는 그래서 TWR 개발과 관련해서, 한국의 칼리머-600 팀과 3-6 개월 동안 공동개발을 하기로 합의했다.

## 같이 보기
- AHWR